# 12167 Olivermüller
(12167) Olivermuller, denumire internațională (12167) Olivermüller, este un asteroid din centura principală de asteroizi.

## Descriere
12167 Olivermüller este un asteroid din centura principală de asteroizi. A fost descoperit pe 29 septembrie 1973 la Observatorul Palomar de Cornelis Johannes van Houten, Ingrid van Houten-Groeneveld și Tom Gehrels. Asteroidul prezintă o orbită caracterizată de o semiaxă mare de 2,39 ua, o excentricitate de 0,22 și o înclinație de 9,6° în raport cu ecliptica.